# Seborga Hercegség (történelmi)
Ez a szócikk a 954-ben megalakult 1946-ig fennálló, Seborga Hercegségről szól, nem a mai mikronemzetről; utóbbi szócikkét lásd itt.
A Seborga Hercegség Európa egyik történelmi állama, melyet Krisztus után 954-ben alapítottak a Ligur-Alpok lábánál. A hercegség megszakításokkal (Német-római Birodalom befolyása, Napóleoni háborúk) megőrizte területi egységét és szuverenitását egészen 1786-ig, amikor a Savoyai-ház de facto kormányzott területévé vált, miután a pápa Seborga protektoraivá nevezte ki a dinasztiát. A második világháború után a párizsi békék megfosztották a Savoyaiakat minden címüktől és földterületüktől, és a békekötést követően Olaszország de facto annektálta a hercegséget.

## A hercegség előtti idők
A hercegség megalapítása előtt a város külön kis politikai egységet képezett a birodalmon belül és a hozzá tartozó területeket egy nyolctagú tanács, Seborgai Ülés irányította, melynek 8 tagja a seborgai családok fejei voltak (akik később a hercegség megszületése után az uralkodót választották meg az előző halála után). A mai nemzetközileg nem elismert Seborga Hercegség mikronemzet álláspontja szerint elődje ezen irányító szerve a világ legidősebb parlamentje (a hivatalosan elismert az izlandi Alþingi).
A Frank Birodalom Nagy Károly utáni összeomlása után Észak-Itália földje Pipin kezébe került, tőle, pedig fiához, Bernárdhoz. I. Lajos Ordinatio Imperii rendelete értelmében azonban Bernárdot I. Lothár vazallusává nevezte ki, mely miatt az függetlenné nyilvánította államát. Jámbor Lajos erre válaszul támadást indított Bernárd ellen, majd végezetül elfogatta. Uralkodói kegyből árulása halálos büntetését megvakításra módosította, ám a rebellis vazallus belehalt a folyamatba. Így Seborga területe Lothár kezébe került.
Ezeket az eseményeket egy még több áldozatot követelő esemény követte, a vikingek portyázásai Észak-Itáliában, melynek Liguria is áldozatul esett, ahol Seborga is található.
A második ikonoklasztázia (képrombolás) idején a Seborga területei fölött való úr, torinói Claudio püspök (akit Krisztus után 820-ban neveztek ki az újonnan megalapított Ventimigliai grófság élére) is csatlakozott ezen hullámhoz. Azonban ennek ellenére Seborga fontos kegyhellyé vált (Locus Sancti Sepulchri). Ennek köszönhetően a pápa megerősítette Seborga szuverenitását.

## Seborga Hercegség

### Ciszterci állam
Krisztus után 954-ben a terület ura, Guidone (más változatban Guido) gróf végrendeletében a Lérins szigeti ciszterci rendjére hagyományozta a területet. Guido ebben a testamentumban teljes szuverenitást adott az adományozott földterületnek, így Seborga de cujus (az elhunyt akaratának jogán) különvált a Ventimigliai grófságtól (melyet a Szent Mihály templom káptalanságának adományozott) Castrum de Sepulchro néven.
Az önálló szerzetesi állam első ellenségei a clunyi apátság szerzetesei voltak, akik 978-ban VII. Benedek pápa engedélyével jogot kaptak a lérins-iekkel való egyesülésre és 982-ben elűzték a lérins-ieket a szigetről.
A szerzetesek és a seborgaiak a Cannes-i Grófsággal szövetségre lépve elűzték a clunyiaiakat és visszafoglalták területüket 1073-ban.

### Feudális hercegség
A középkor széttagolt Itáliáját a pápai állam és a Német-római Birodalom igyekezett befolyása alá keríteni. Ennek következtében Itáliában kialakulnak a guelfek, akik a pápa hatalma akarták egyesíteni Itáliát és a ghibellinek, akik a császár égisze alatt. Emellett Róma és a császárok közötti ellentétnek szolgált alapul az ún. invesztitúraharc. Ennek csúcspontjaként 1079-ben ben IV. Henrik német-római császár a pápa kiátkozta, ennek nyomán a német nemesek fellázadtak ellene. A Canossa-járás után a császár bocsánator nyert, s egyben időt, hogy sereget gyűjtsön a helyette megválasztott Rudolf ellen. 1080-ban az elsteri csatában Henrik végül legyőzte ellenfelét, s megragadva katonai sikereit, folytatta hódítását, melynek következtében a független ciszterci állam 1079-ben a Német-római Birodalom feudális, attól függő hercegségévé vált.
Ebben az időben Seborga visszahódította a Lérins szigeteket, s ezzel a lépéssel ő szerzett fennhatóságot korábbi vezetői (ciszterciek) fölött. A sziget külső autonómiát kapott a Seborgai Üléstől, de belügyek kérdésében együtt működött a Lérins-i Üléssel például a herceg kinevezésében. Alkalmanként magát a lérins-i apátot nevezték ki Seborga hercegévé.

### A templomosok Seborgája

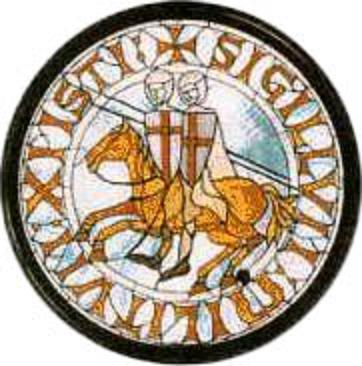
A Templomosok pecsétje

Clairvaux-i Szent Bernát szellemi programja (Liber ad Milites Templi de laude novae Militiae- A templomos lovagokhoz: az új lovagság dicsérete) után 1118-ban megalakult Krisztus Szegény Lovagjainak Rendje, majd később a pápa felmentette őket az egyházi tized fizetése alól és függetlenítette őket a püspöki hatalomtól.
Hamarosan egész Európában várak, templomok és földterületek kerültek a fennhatóságuk alá. Ez alól Seborga sem volt kivétel, 15 nagymester a Seborga hercege címet is viselte, a Seborga Ülés által megválasztott vezetőként.
Ezen kívül a harcos szerzetesrend és a hercegség kapcsolatáról árulkodik, hogy Thomas Bérard (Tommaso Berard) Seborgában született, és Guillaume de Chartres a város falain belül halt meg.
1263-ban megerősítik Seborgában az aviticitast (ősiség törvényét), vagyis a hercegség és a hercegi cím át nem ruházható és nem értékesíthető.
A templomos rend Szép Fülöp és V. Kelemen pápa általi elpusztítását követően seborgai címükről is le kellett mondaniuk a lovagoknak, így a helyi Szent Sír Lovagrend vette át a szerepüket a hercegség élén.

### Perszonálunió Monacóval
1450-ben még Principauté de Sabourg néven szerepelt a hercegség egy oklevélben, majd ezt követően Augustino Grimaldi, Grasse püspöke lett a Seborga Hercegség hercege. Grimaldi 1505–től kezdődően töltötte be ezt a posztot, majd a lérins-i kolostor apátja is lett. Ezen kapcsolat útján került Seborga trónjára.
Majd bátyja, Lucien 1529. augusztus 22-ei meggyilkolását követően került Monaco régensi székébe is bekerült, mivel testvérnek fia, Honoré még csak egyéves volt és így képtelen a kormányzásra. Így létrejött Seborga és Monaco perszonáluniója Augustino Grimaldi alatt, de a két terület végig megőrizte szuverenitását.
Augustino szövetséget kötött a Spanyol királysággal és V. Károly német-római császárral, mely egészen 1641-ig tartott.
Továbbá intézkedéseként a seborgai Lérins szigeteken való korábbi ciszterci kolostort beleolvasztotta a bencés konföderációba, mely bencés közösségeket tömörített egy egységbe, XIII. Leo pápai jóváhagyásával (Summun Semper). 1532-ben bekövetkezett halálával véget ért Monaco és Seborga perszonáluniója.

### A Savoyai-ház

A Savoyai-ház címere

1666. december 24-én Lérins-ből César Bacillon apát, Seborga hercege engedélyt adott Bernardin Bareste-nek, hogy pénzverdét létesíthessen abból a célból, hogy bekapcsolódjon a keleti és a távoli országok pénzkeringésébe.
- A pénzeknek viselniük kellett az apát címerét és a seborgai koronát.
- Súlyuknak meg kellett egyezniük a szomszédos országok valutáinak súlyával.[3]

A pénzt „kis Lajosnak”, azaz luiginónak nevezték el, az ekkori francia Louis d’or után; átváltásuk tekintetében 1 luigino akkor egynegyed Louis d’orral volt egyenlő.
A függetlenségnek a Savoyai-ház vetett véget, amikor II. Viktor Amadé savoyai herceg, szárd–piemonti király megvásárolták a területet. Az aviticitast (az ősiség törvényét) megszegve, melyet Guido gróf adománylevele biztosított a hercegségnek, 1786-ban a lérins-i apát lemondott fennhatóságáról a hercegség fölött. Ez után a jog a Szent Székre szállt, aki a Savoyai-házat nevezte ki Seborga protektorává a JUS PATRONATUS, vagyis csak protektori jogkörrel felhatalmazva, mivel az aviticitas miatt nem vehették fel a Seborga hercege címet. A pápa kinyilvánította, hogy
- a Szent Széket illeti a gondviselés joga Seborga fölött
- Seborgának protektorátusuk alatt meg kell őriznie szuverenitását
- nem vehetik fel a Seborga hercege címet.[4]

Így de jure Seborga független és szuverén hercegség maradt a herceg alatt, akit a Seborga Ülés választ a pápa gondviselése alatt (és ezen kívül vallási autonómiával is rendelkezett, melyet 1139-ben II. Ince pápa adott a ciszterci rendnek és Dellelanze kardináris 1749-ben Seborga fölött megerősített), de de facto a protektori jogot kihasználva Seborga a Savoyai-ház protektorátusává vált, vagyis így közvetve a Szárd–Piemonti Királyság befolyása alá került.
1759-ben a Savoyaiak írásba foglalták a Seborga Hercegség határait, melyet akkor Piemont és a Genovai Köztársaság határolt.
A Napóleoni háborúk alatt megszakadt a Savoyaiak protektorátusa Seborga fölött, de a háborúkat lezáró 1814-1815-ös Bécsi békediktátum Észak-Itáliával foglalkozó 85., 86. és 89. pontja a Genovai Köztársaságot és Ligur Köztársaságot visszaadja a Savoyaiaknak, Monacót és Seborgát pedig annak protektorátusául bocsátotta.

### A hercegség megszűnése
1861-ben az olasz nemzetállam kialakulása után a királyság felvette az Olasz Királyság nevet. A szárd–piemonti királyok 1814-ben visszahelyezett Jus Patronatus jogát folytatván Olaszország királyai 1861-től 1946-ig gyakorolták a protektorátust a saját kérdéseiben önálló hercegség fölött. 1921-ben a város adminisztratív hatalma helyett kialakították a városházat, mely így az eredeti államberendezkedésnek meg kellett osztania hatalmát az új városházával.
A második világháború kitörése után az életszínvonal hamarosan csökkenni kezdett, melyet jól példázott az alapvető élelmiszerek hiánya. Seborgában a helyiek az éhezést elkerülendő, legfőbb exportcikküket, az oliva olajat cserélték el húsért Piemontban. Ellenállókat keresve német csapatok érkeztek a városba, akik a kijárási tilalom megszegéséért 5 seborgait lőttek le.
A háború befejeztével a térség városaiban szavazások döntöttek, hogy Franciaországhoz vagy az új Olasz Köztársasághoz akarnak-e tartozni. Az 1946-os népszavazás eredménye nyomán az olasz parlament trónfosztottá nyilvánította a Savoyai-házat, és birtokaikat is elkobozta. Ezzel a trónfosztással azonban nemzetközi jog alapján csak a protektorátusnak kellett volna megszűnnie, és a rendelkezési jognak vissza kellett volna kerülnie a Szentszékhez, illetve a seborgiakhoz, állítja a Seborga Hercegség mikronemzet, aki történelmi elődjének jogutódjának tekinti magát. Ennek az utódállamnak a kettősség érzékelhető ma is, hisz az olasz rendőrség és hadsereg nincs jelen a városban, megtagadta az állami forgalmi adó fizetését és 1963-ban saját herceget választott a történelmi választásos monarchia képviseletére.